# Михайло Качалов
Миха́йло Кача́лов (нар. 20 січня 1977, Ростовська область) — український скрипаль, фідліст, виконавець традиційної та давньої музики. Багаторічний учасник музичних колективів України, зокрема «Хорея Козацька», «Бурдон», «Буття», «Баламути». Бере активну участь у міжкультурних проєктах, фестивалях та майстер-класах у Європі.

## Біографія
Народився 20 січня 1977 року на Ростовщині. Гру на скрипці опановував у дитячій музичній школі. Відносно рано зацікавився народною музикою європейських народів, зокрема шведською, ірландською, угорською, молдавською, румунською та українською.
Музичну діяльність розпочав у фольклорних гуртах Санкт-Петербурга, зокрема «Welladay» та «Чувакос Крутос». У 2000-х роках переїхав до України, де став активним учасником київських та львівських ансамблів.

## Творчість
У Києві став постійним учасником ансамблів «Фанфаре Оркестра», «ХО», гурту традиційної музики «Буття» та гурту стародавньої музики «Хорея Козацька». Також брав участь у виконанні стародавньої музики на фіделі (ренесансному попереднику скрипки) в ансамблях «Laterna Magica» (Санкт-Петербург) та «Vita Nova» (Львів).
З 2004 року тісно співпрацював з львівським гуртом «Бурдон». Був постійним учасником колективу як фідліст та друга скрипка. Брав участь у записі кількох альбомів гурту, зокрема:
- «Re:Карпатія» (2006)
- «Тайстра Чугайстра» (2008)
- «Дівиця» (2013)[1]

У складі гурту «Баламути» взяв участь у записі альбому «Balamuty (Live)».
Упродовж тривалого часу був учасником ансамблю «Хорея Козацька» під керівництвом Тараса Компаніченка, де грав в основному на фіделі (ренесансному попереднику скрипки). Брав участь у записах більшості альбомів колективу, зокрема:
- «Рицер Смілостю Упоєнний» (2009)[3]
- «Тера Козацька» (2010)[4]
- «Бенкет Духовний» (2012)[5]
- «De Libertate» (2018)[6]
- «Пісні Української революції» (2019)[7]

Брав участь у шведсько-українському проєкті «SWIЖЕ | Folk Now» (ініціатива Stallet — Folk och Världsmusik), у якому взяли участь шведське тріо «Triller», музиканти з київської «Toporkestra» та львівського «Бурдону». У рамках проєкту відбулися концерти у Швеції та в Україні, було записано спільний альбом.
Також був учасником смичкового квартету «Капела Сергія Охрімчука», де грав на фіделі та музичній пилці.
Крім того, Михайло Качалов брав участь у низці музично-театральних перформансів і мультимедійних проєктів, зокрема «Київські торти».

## Дискографія
- «Re:Карпатія» (2006) — в складі «Бурдону» (2006)
- «Тайстра Чугайстра» — в складі «Бурдону» (2008)
- «Рицер Смілостю Упоєнний» — в складі «Хореї Козацької» (2009)
- «The Lviv Lute» — в складі ансамблю «Sarmatica» (2010)
- «Тера Козацька» — в складі «Хореї Козацької» (2010)
- «Бенкет Духовний» — в складі «Хореї Козацької» (2012)
- «Дівиця» — в складі «Бурдону» (2013)
- «De Libertate» — в складі «Хореї Козацької» (2018)
- «Пісні Української революції» — в складі «Хореї Козацької» (2019)
- «Balamuty (Live)» — в складі гурту «Баламути» (2023)